# Carl Buz

Rolle der C. Reichenbach’sche Maschinenfabrik

Christoph Carl Buz (* 6. April 1803 in Wiesenbronn; † 18. Oktober 1870 in Augsburg) war ein deutscher Maschinenbauingenieur, Industrieller und Mitbegründer der C. Reichenbach’schen Maschinenfabrik, deren spätere Fusion unter seinem Sohn mit der Eisengießerei Klett & Comp. MAN erschuf.

## Leben
Buz war der Sohn eines gräflich Castellschen Revisors. Sein älterer Bruder Heinrich (1801–1876) wurde Generalleutnant in der Bayerischen Armee.
Nach dem Besuch des Kadettenkorps trat er am 1. Januar 1823 als Kondukteur in das Ingenieur-Korps der Bayerischen Armee ein. Er versah seinen Dienst zunächst bei der 1. Genie-Direktion und avancierte Mitte Oktober 1823 zum Unterleutnant. Nach Verwendungen bei der 3. und 5. Genie-Direktion erfolgte Anfang Februar 1829 seine Versetzung zur 2. Genie-Direktion für den Platzingenieurdienst in Ingolstadt. Buz stieg Ende November 1829 zum Oberleutnant auf und war von September 1830 bis Juni 1831 auf der Willibaldsburg tätig. Auf sein Ersuchen wurde er am 12. Mai 1838 aus dem Militärdienst entlassen.
Nach seinem Ausscheiden war Buz als Ingenieur beim Bau der Privateisenbahn München-Augsburg („Aktienverein München-Augsburger Eisenbahn“) beschäftigt. Buz übernahm dort im Abschnitt Nannhofen-Augsburg die Bauleitung. Durch Heirat wurde er 1841 Mitinhaber der Geigerschen Buchdruckerei in Augsburg. Zusammen mit seinem Schwager Carl August Reichenbach, dem Neffen von Friedrich Koenig, pachtete er 1844 die Sandersche Maschinenfabrik, die in „C. Reichenbach’sche Maschinenfabrik“ umbenannt wurde und nach dem endgültigen Erwerb 1855 in „Maschinenfabrik Augsburg AG“ umbenannt wurde. Unter Buz wurde das Unternehmen 1857 in eine AG umgewandelt. Er blieb bis 1864 Geschäftsführer des Unternehmens, das vorerst Schnellpressen herstellte. Das Geschäft mit Druckmaschinen wurde später (ab 1979) als eigenständiges Unternehmen MAN Roland Druckmaschinen weitergeführt. Unter seinem Sohn Heinrich von Buz begann der Bau von Dieselmotoren bei MAN.
Buz war außerdem seit Ende Oktober 1854 bürgerlicher Magistratsrat der Stadt Augsburg gewesen und hatte in Würdigung seiner Verdienste am 1. Januar 1860 das Ritterkreuz II. Klasse des Verdienstordens vom Heiligen Michael erhalten.